# Grand Prix C.-F. Ramuz
Der Grand Prix C.-F. Ramuz ist ein Literaturpreis aus der französischen Schweiz. Ausgezeichnet werden Schriftsteller für ihr Gesamtwerk.
Der Preis wird alle fünf Jahre von der Fondation Charles Ferdinand Ramuz vergeben. Deren Stiftungszweck ist es, das Andenken an den Namensgeber zu erhalten und die Verbreitung und Neuauflage seiner Werke zu fördern.
Mit dem Grand Prix C.-F. Ramuz, der mit 15'000 Franken dotiert ist, werden hauptsächlich Schweizer Schriftsteller französischer Sprache ausgezeichnet (ausnahmsweise auch in der französischen Schweiz niedergelassene Ausländer). Der unregelmäßig vergebene Poesiepreis Prix de poésie C.-F. Ramuz ist für junge Talente bestimmt.

## Preisträger
- 1955: Pierre-Louis Matthey
- 1960: Charles-François Landry
- 1965: Marcel Raymond
- 1970: Philippe Jaccottet
- 1975: Jacques Mercanton
- 1980: Alice Rivaz
- 1985: Georges Haldas
- 1990: Yves Velan
- 1995: Nicolas Bouvier
- 2000: Anne-Lise Grobéty
- 2005: Pierre Chappuis
- 2010: Jean-Luc Benoziglio
- 2015: Catherine Safonoff
- 2020: Philippe Rahmy (postum)

## Preisträger des Poesiepreises
- 1983: José Flore Tappy, für Errer mortelle
- 1986: Sylviane Dupuis, für Creuser la nuit
- 1992: Alain Rochat, für Fuir pour être celui qui ne fuit pas
- 1999: Claire Genoux, für Saisons du corps, ISBN 2-940133-42-5
- 2002: Caroline Schumacher, für Les Grandes Vacances, ISBN 2-940133-67-0
- 2007: Mary-Laure Zoss, für Le noir du ciel, ISBN 978-2-940133-90-1
- 2013: Claudine Gaetzi, für Rien qui se dise, ISBN 978-2-940505-09-8
- 2016: Pierrine Poget, für Fondations, ISBN 978-2-940505-28-9
- 2022: Olivier Vonlanthen, für Ossuaires, ISBN 978-2-940505-53-1.